# Abisag
Abisag (en hebreu, אֲבִישָׁג Avixag) és una donzella esmentada al primer llibre dels Reis de l'Antic Testament, a la Bíblia. Dona d'extraordinària bellesa, forma part de l'harem del rei David en els seus darrers anys de vida. Durant el regnat de Salomó, el fill d'aquest, Adonies, intenta casar-s'hi.
Segons la Bíblia va ser una dona originària de Shunem portada a l'harem del rei David pels seus servents amb l'esperança de revifar-lo. El vell monarca, de setanta anys, es trobava malalt, i els metges no aconseguien solucionar el fred que patia el rei, van determinar donar-li calor amb el cos d'una jove sana i robusta. Abisag va tenir cura del rei dia i nit, però no va mantenir-hi relacions sexuals, sinó que va mantenir-se casta i actuà amb continència. Segons Jeroni d'Estridó, a través dels text, es transmet una imatge d'una dona sàvia, companya fidel d'un home just i ancià.
Després de la pujada al tron de Salomó, el seu germà gran, Adonies, va intentar aconseguir Abisag com a esposa a través de Betsabé. Inicialment, Adonies ho demà al seu germà, però Salomó ho va interpretar com una manifestació de no reconeixement de la seva legitimitat i un intent d'usurpar el tron. La sospita estava fonamentada en l'ambició demostrada d'Adonies, que havia estat proclamat rei pels seus amics durant un banquet abans de la mort de David. Això va provocar desconfiances a la reina Betsabé, advertida per Natan. La reina comptava amb la promesa de David que la successió recauria en Salomó, que havia advertit al seu germà prudència en els seus actes.

La petició, doncs, va ser interpretada com un nou atac al monarca, perquè era costum que les concubines del rei anterior passessin al següent, i, per tant, de manera indirecta la intenció d'Adonies hauria estat declarar-se hereu legítim. Arran d'aquesta sospita, el rei Salomó va ordenar l'execució del seu germà.

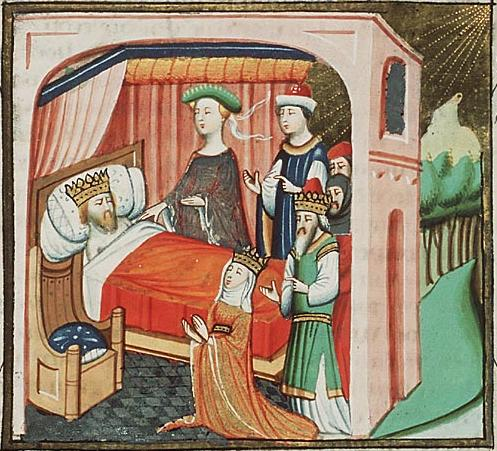
Abisag, Betsabé, Salomó i Natan tenint cura de David en la seva vellesa, en una miniatura del.